# Gishwati-Mukura-Nationalpark
Der Gishwati-Mukura-Nationalpark liegt in der Westprovinz von Ruanda.

## Lage
Der Nationalpark umfasst den Gishwati- und Mukurawald. Beide Wälder liegen etwa 50 Kilometer auseinander.

## Geschichte
1951 wurde der das Gishwati-Waldreservat (engl. Gishwati Forest Reserve) ausgewiesen. Dies verhinderte jedoch nicht die Abholzung des Gishwati-Waldes, die rasch voranschritt. Ursprünglich von BirdLife International als eine der Important Bird Areas (IBAs) in Ruanda gelistet, qualifizierte sich das Waldreservat in den 1990er Jahren durch den Rückgang des ursprünglichen Bergregenwaldes nicht mehr als solches.
Pläne, die Gishwati-Mukura-Landschaft wiederherzustellen und in einen Nationalpark umzuwandeln, wurden im Februar 2016 bekannt gegeben. Das Gebiet wurde im selben Jahr als Nationalpark ausgewiesen und am 1. Dezember 2020 offiziell für Besucher eröffnet.
Das Projekt Landscape Approach to forest Restoration and Conservation (LAFREC) der Rwanda Environment Management Authority (REMA) mithilfe der Globalen Umweltfazilität umgesetzt durch die Weltbank.
Im Zuge dessen wurden bis 2018 wurden auf 500 Hektar Bäume gepflanzt. Dabei wurde 19 verschiedenen einheimischen Arten verwendet. Darüber hinaus wurden auf weiteren 2000 Hektar Bäume aus einer Mischung für Agroforstwirtschaft und einheimischen Arten gepflanzt.
Am 28. Oktober 2020 wurde das Gebiet mit einer Fläche von 79.926 Hektar von der United Nations Educational, Scientific and Cultural Organization (UNESCO) in die Liste der Biosphärenreservate aufgenommen. Es ist das zweite Biosphärenreservat in Ruanda nach dem Volcanoes Biosphere Reserve im Jahr 1983.

## Flora und Fauna
Drei Lebermoosarten kommen ausschließlich im Gishwatiwald vor: die Kahlfruchtmoosart Porella abyssinica, Leptoscyphus expansus und aus der Familie Lejeuneaceae Cololejeunea parva.
Im Nationalpark sind zwei Primatenarten verbreitet: der Gemeine Schimpanse oder genauer dessen Unterart der Östliche Schimpanse (Pan troglodytes schweinfurthi) und die Goldmeerkatze (Cercopithecus (mitis) kandti). Darüber hinaus sind auf dem Gebiet der Streifenschakal, einige Fledertiere und kleinere Säugetierarten verbreitet.
Im Gishwatiwald wurden in den 1980er Jahren noch rund 190 Vögel verzeichnet. Gegen 2020 sank die Zahl auf rund 150 Vogelarten. Diese umfassen 20 Endemiten des Albert-Grabens. An global gefährdeten Arten finden sich der stark gefährdete Kappengeier, der stark gefährdete Südafrika-Kronenkranich, der gefährdete Savannenadler und Kivubuschsänger sowie der als potentiell gefährdet eingestufte Bergbussard und Lagdenwürger. Im Mukurawald wurden rund 160 Vogelarten verzeichnet.

## Bevölkerung und wirtschaftliche Aktivitäten
Etwa 338.000 Menschen leben auf dem Gebiet des Biosphärenreservats, die hauptsächlich von der Landwirtschaft, silvopastoralen Systemen und weiteren Formen der Agroforstwirtschaft sowie dem Tourismus leben. 10 Prozent der Einnahmen aus dem Tourismus im Kerngebiet des Biosphärenreservats fließen in Entwicklungsprojekte, darunter im Park LAFREC. 2022 startete beispielsweise das auch in anderen Ländern aktive Imkerei-Unternehmensprogramm „Women for Bees“.